# 菲希多夫
菲希多夫是奥地利下奥地利州阿姆施泰滕县的一个市镇。总面积15.72平方公里，总人口1306人，人口密度83.1人/平方公里（2012年）。